# Рапла (област)
Рапла (на естонски: Rapla maakond или Raplamaa) е област в централна Естония с площ 2980 кв. км и население 36 869 към 1 януари 2006 г. Административен център е град Рапла.